# Contea di Dalseong
Dalseong è una contea di Daegu. Ha una superficie di 427,03 km² e una popolazione di 160.363 abitanti al 2004.